# 680-е годы до н. э.
680-е (шестьсо́т восьмидеся́тые) го́ды до на́шей э́ры по пролептическому юлианскому календарю — промежуток времени с 1 января 689 года до н. э. по 31 декабря 680 года до н. э., включающий с 689 по 681 годы 2-го десятилетия  и 680 год 3-го десятилетия VII века 1-го тысячелетия до н. э. Им предшествовали 690-е годы до н. э., за ними следовали 670-е годы до н. э. Они закончились 2705 лет назад.

## Важнейшие события

### Ассирия
- 689 до н. э. — царь Ассирии Синаххериб разграбил Вавилон[1].
- 681—669 гг. до н. э. — царь Ассирии Асархаддон (Ашшурахиддин), сын Синаххериба[2].

### Древняя Греция
- 688 до н. э. — родосцы и критяне основали колонию Гела на Сицилии[3].
- 685 до н. э. — Халкидон становится древнегреческой колонией[4].
- 685—668 гг. до н. э. — Вторая Мессенская война[5].

### Египет
- 689—664 гг. до н. э. — фараон Тахарка[6].

### Иудея
- 687—642 гг. до н. э. — царь Иудеи Манассия, сын Езекии[7].

### Китай
- 689 г. до н. э. — чуский правитель Вэнь-ван впервые учредил столицу в Ин, перенеся её из Данъяна[8].
- 687 г. до н. э. — древнейшее описание метеоритного дождя в Лу[8][9].
- 687 г. до н. э. — половодье и неурожай в Лу[10].
- 687 г. до н. э. — циньский князь У-гун уничтожил княжество Сяого[11].
- 681—677 гг. до н. э. — Си-ван, правитель династии Чжоу[12].